# 協奏曲第7番 (リース)
協奏曲第7番 イ短調 作品132（きょうそうきょくだい7ばん いたんちょう さくひん132）は、フェルディナント・リースが1823年に作曲した6番目のピアノとオーケストラのための協奏曲。
『イングランドからのお別れコンサート』の名で知られている。演奏時間は約35分。

## 楽曲構成
- 第1楽章：Grave-Allegro con moto
- 第2楽章：Larghetto con motto
- 第3楽章：Rondo. Allegro